# Piazza del Campidoglio
A Piazza del Campidoglio (Közismert magyar elnevezése: A római kapitólium-tér) Róma világhírű reneszánsz tereinek egyike a Capitolinuson, a domb felső dísztere, ma Michelangelo világhírű díszlépcsőjén és a térre kétoldalt felvezető melléklépcsőkön közelíthető meg. A teret építészettörténeti jelentőségű középületek szegélyezik. Középpontjában Marcus Aurelius római császár bronz lovasszobra áll.

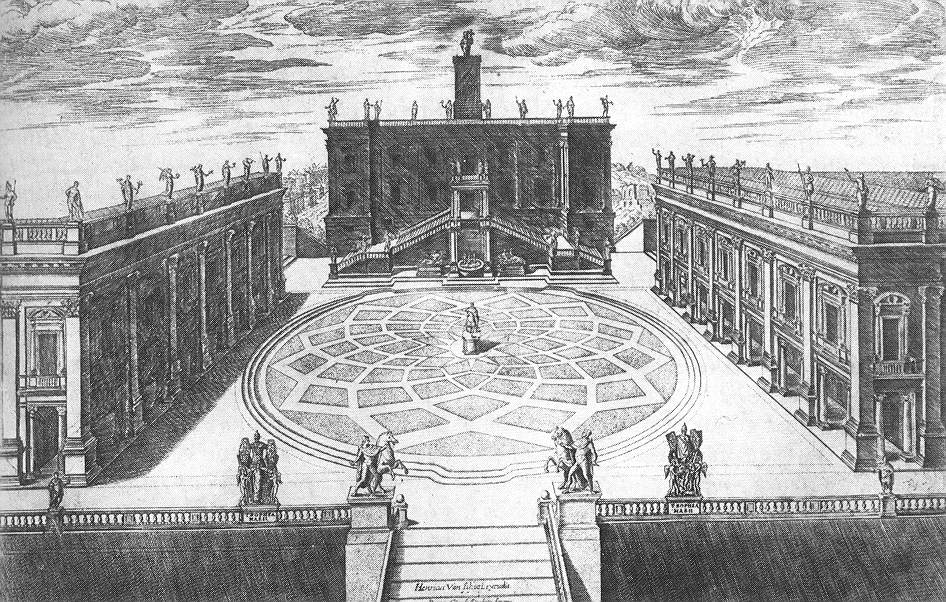
1568, Étienne Dupérac metszete(1525–1604)

## Ismertetése
A téregyüttest Michelangelo terveinek alapján építtették fel, aki a megbízást a tér átépítésére V. Károly császár 1536. évi római látogatásának alkalmából kapta.
Tervét a művész nem fejezhette be, az épületeket ugyanis több mint 100 évig építették. Az építkezés befejezése Giacomo Della Porta nevéhez fűződik.
A tér nevezetességei:
- Marcus Aurelius lovas szobra – a tér közepén
- Palazzo Senatorio
- Palazzo dei Conservatori
- Palazzo Nuovo
- Palazzo Caffarelli-Clementino

## Külső hivatkozások
- Virtuális kép
- Római útleírás
- A Greatbuildings.com (angol) szerint
- A titokzatos Róma oldalon (olasz) Archiválva 2007. március 11-i dátummal a Wayback Machine-ben
- A Romaguide oldalán (olasz)